# Operation Scorch Sword
Irakische Invasion (1980)

Entegham – Kaman 99 – Chorramschahr – Sultan 10 – Scorch Sword – Abadan – Kafka – Ashkan – Morwarid – Dezful
Pattsituation (1981)

Tavakol – Susangerd – H-3
Iranische Offensiven zur Befreiung iranischen Territoriums (1981–82)

Samen-ol-A'emeh – Tariq al-Qods – Fath ol-Mobin – Beit ol-Moqaddas – Rückeroberung Chorramschahrs
Iranische Offensiven im Irak (1982–84)

Ramadan/1. Basra – Moslem Ibn Aqil – Muharram ol-Harram – Morgenröte 1 – Morgenröte 2 – Morgenröte 3 – Morgenröte 4 – Morgenröte 5/2. Basra – Kheibar/3. Basra – Kurdenaufstand – Morgenröte 6 – Morgenröte 7 – Hawizeh-Marschland
Iranische Offensiven im Irak (1985–87)

Badr/4. Basra – Morgenröte 8 – 1. al-Faw – Morgenröte 9 – Karbala 1 – Karbala 2 – Karbala 3 – Fath 1 – Karbala 4/5. Basra – Karbala 5/6. Basra – Karbala 6 – Karbala 7 – Karbala 8/7. Basra – Karbala 9 – Karbala10 – Nasr 4
Letztes Kriegsjahr (1988)

Beit ol-Moqaddas 2 – Anfal – Halabdscha – Zafar 7 – Tawakalna ala Allah – 2. al-Faw – Shining Sun – 40 Sterne – Mersad
Tankerkrieg

Earnest Will – Prime Chance – Eager Glacier – Nimble Archer – Praying Mantis
Internationale Vorfälle

Stark – Iran-Air-Flug 655
Operation Scorch Sword (deutsch Operation brennendes Schwert) ist der Name einer militärischen Operation der iranischen Luftwaffe gegen den in Bau befindlichen irakischen Kernreaktor Osirak am 30. September 1980, zu Beginn des Ersten Golfkriegs. Dies war der erste militärische Angriff auf ein (allerdings noch nicht mit spaltbarem Material befülltes) Kernkraftwerk.
Vier McDonnell F-4, die vor der irakischen Grenze in der Luft betankt wurden, unterflogen die irakische Radarkontrolle im (kurz vor dem Ziel aufgelösten) Formationsflug. Zwei iranische F-4 beschädigten durch Bomben Teile der Anlage, dabei sollen zwei Bomben die Kuppel des Reaktors getroffen und die Kühlung der Anlage beschädigt haben. Ein iranischer Pilot wird mit den Worten zitiert: „bei den geringen Schäden hätte man auch einen Sack Steine auf die Iraker werfen können“.